# Етел Лекі
Етел Лекі (англ. Ethel Lackie, 10 лютого 1907 — 15 грудня 1979) — американська плавчиня.
Олімпійська чемпіонка 1924 року.